# Lawsonia inermis
Lawsonia inermis е цъфтящо растение от семейство Lithraceae. Известно е също като къна, хенна̀ или хена̀. Изглежда като храст или малко дърво, цъфти с ароматни бели съцветия. Регионите на естественото разпространение са в тропическа и субтропическа Африка, южна Азия, северна Австралия.

## Ботаническо описание
Лавсония е висок храст или малко дърво с много разклонения. Добре развитите растения са с височина около 2,5 m, при идеални условия могат да стигнат до 6 m. Дръвчето е със сиво-кафява кора, клонките на младото растение са зелени, с увеличаването възрастта на растението придобиват червеникав цвят. При по-старите растения се появяват бодливи израстъци. Листата са зелени, с дължина от 1,5 до 5 cm и ширина между 0,5 и 2 cm. Формата им е елипсовидна със заостряне към върха. Листните вени на повърхността на листата са вдлъбнати, а от долната страна изпъкнати. Събраните в съцветия малки цветчета са с аромат близък до този на жасмин. Съцветията са многобройни, обикновено бели на цвят, но се срещат също червени и розови. Всяко цветче има четири заоблени чашелистчета и осем дълги тичинки. Плодовете на лавсония са дребни капсули с кълбовидна форма и кафяв цвят. Те са с размер 4 – 8 mm и всяка капсула съдържа 30 – 50 семена. Семената са с дебела обвивка и ъгловата форма.

## Разпространение
Лавсония расте в страни с циклични смени на сухи и влажни сезони, разпространена е в тропическите и субтропическите региони на Африка, южна Азия и в полуаридните региони на Северна Австралия. Растението бързо расте и се разклонява по време на влажните сезони. Оптималната температура за растежа, при която се получава максималното количество на най-важната химична съставка лоузон (на английски: Lawsone, 2-хидрокси-1,4-нафтохинон), е между 35 – 45 °C. Листата пожълтяват и падат по време на сухите и хладните сезони. Растението не вирее добре при минималните температури под 11 °C и загива, ако те спаднат под 5 °C.

## Химичен състав
Лавсония съдържа етерични масла, флавоноиди, терпеноиди, липиди, захари, кумарини, витаминова група К, съставки с диуретично действие, лоузон (хеннотанинова киселина).

## Приложения
От изсушените листа на лавсония се изготвя боя за коса къна. Корените и цветовете намират приложение в медицината.

## Лечебни свойства
Лечебните свойства на лавсония са известни още в древния Египет. В папируса Еберс от 1550 пр.н.е. са описани подробни наблюдения за зависимостта на качеството на растението от неговата възраст, вида на почвата и климатичните условия, при които то расте. Определени са факторите, имащи значение за медицинските свойства на различните части на растението. Лечебната употреба на лавсония е основно при кожните заболявания. Тя се предписва като средство, ускоряващо заздравяване на раните, намаляващо възпалителните процеси, въздействащо върху гъбичните инфекции.
Съвременните научни изследвания потвърждават антибактериалния ефект на листата. Лабораторните експерименти върху животни показват противораковите свойства на екстракта от листа. Установено е, че прахът от листата на лавсония има позитивен ефект, когато се приема вътрешно или се прилага локално при рак на кожата.
Употребата на лавсония е противопоказна при хора, които имат кръвната аномалия глюкозо-6-фосфатдехидрогеназна недостатъчност.

### Народна медицина
Листата, цветовете и корените на лавсония се използват в народната медицина на североафриканските страни, Иран, в древната индийска медицина Аюрведа. В страните, където се култивира, изсушените и стрити листа традиционно се прилагат като коагулант. Те имат охлаждащ ефект, а смесени с оцет облекчава главоболие. Охлаждащото действие има релаксиращ и успокояващ ефект, когато сместа е приложена към дланите и долната част на ходилата. С лапи от нея лекуват изгаряния и екзема. Предполага се, че къносването на кожата действа срещу проказа, витилиго и гангрена, а корените на лавсония са ефективни срещу гонорея. Запарките от листата и цветята се прилагат външно при язви и ревматизъм, пият се при тетанус, епилепсия и болки в стомаха, жабуркат се за лечение на възпалени венци. Листата се използват още при лечение на хепатит и скорбут. Младите плодове се използват за направа на мехлем, който се прилага при сърбежи. Цветовете се приемат като приспивателно, смлените корени се използват за лечение на циреи и очни заболявания.